# Бранко Ђурица
Бранко Ђурица (Бања Лука, 13. септембар 1934. — Београд, 26. октобар 2012) био је српски новинар, уредник и сценариста.

## Биографија
Порекло и детињство
По мушкој линији Бранко Ђурица је био унук крајишког проте Дамјана Ђурице, осуђеног на робију "за велеиздају Аустроугарске Царевине и Краљевине". По мајци је био Сремац, из Негославаца.
Након рођења у Бањој Луци, Ђуричина породица се због радних потреба оца–железничара селила у Хоргош, Чуруг, Стризивојно-Врпоље, а затим у Вуковар, где је отац добио намештење шефа железничке станице. У основну школу Ђурица креће у јесен 1941, када је Вуковар већ био у саставу Независне државе Хрватске, па је дечак покатоличен да би породица преживела усташки геноцид. Не успевају да пређу породично у окупирану Србију, али се крајем 1942. године пресељавају у Банову Јаругу, где безбедније дочекују Ослобођење.
Каријера
Новинарску каријеру Ђурица је почео 1956. године у Техничким новинама. Постаје уредник спортске рубрике листа Младост 1960. године. Био је репортер у Политици експрес, након чега прелази у Радио ТВ ревију. У Илустрованој Политици радио је на месту главног уредника све до пензионисања. Био је члан Удружења новинара Србије од 1956. године.
У 1990-им запажене су његови чланци и репортаже о геноциду и холокаусту у Другом светском рату, чему је са Николом Видићем посветио и брошуру Госпа међугорска а јаме српске (1991).
Накратко је писао сценарије за гег табле стрипа „Дикан“ са цртежима Лазе Средановића, 1975. године. У овоме је наследио колегу Николу Лекића, који је основао Илустровану политику, магазинску верзију Политикиног Забавника и самог „Дикана“.
Бранко Ђурица је преминуо у Београду 26. октобра 2012. у 78. години, а кремиран је 30. октобра на београдском Новом Гробљу.

## Дела
Књиге и брошуре
- Брновић, Светозар и Бранко Ђурица. На страни закона: исповест иследника (роман), „Штампа“, Нови Сад, 1969.
- Ђурица, Бранко и Никола Видић. Госпа међугорска а јаме српске, „Политика“, Београд, 1991.

Чланци, репортаже и други текстови (избор)
- „Кад математичари пишу“ у: Спасић, Славиша. Кад диригенти свирају, „Југословенска естрада“, Београд, 1987. и 1988.
- „Лички сто“, НИН, бр. 2453, Београд, 31. децембар 1997.
- „Живот с тајном“, Српски лист, Београд, 24. 11. 2007.
- „Покољ због усташке значке“, Српски лист, Београд, 29. 3. 2009
- „Књига о којој се ћути – Симо Ш. Дубајић, Од Кистања до Кочевског рога“, Српски лист, Београд, 2. 6. 2010.

Стрип
- Ђурица, Бранко (сценарио) и Лазо Средановић (цртеж). „Дикан и стари Словени“, Политикин Забавник, бр. 1229-1245, 1975.